# 南福岡駅
南福岡駅（みなみふくおかえき）は、福岡県福岡市博多区寿町二丁目にある、九州旅客鉄道（JR九州）鹿児島本線の駅である。駅番号はJB03。
鹿児島本線の多数の列車の運転士が当駅で乗務交代する。待避駅でもあり、待避線側（下り:2番線、上り:4番線または5番線）で特急の通過待ちをする列車も多い。また隣接して南福岡車両区があるため、待避線を使用して分割・併結を行う列車も存在する。
なお上り待避線は、南福岡駅下り方の春日駅の上り方すぐの所から、南福岡駅上り方の西鉄天神大牟田線がオーバークロスする手前の所まで設置され運用されている。

## 歴史

### 年表
- 1890年（明治23年）1月20日：雑餉隈駅（ざっしょのくまえき）として九州鉄道（初代）が開設[2][3]。当初は大野城市にある本来の雑餉隈町に設置される予定であったが、地元住民が反対運動を起こしたため、現在の場所に路線を変更して設置された。
- 1907年（明治40年）7月1日：九州鉄道（初代）が国有化され、帝国鉄道庁の駅となる[3]。
- 1922年（大正10年）6月：2代目駅本屋完工。
- 1960年（昭和35年）10月14日：南福岡電車区開設。
- 1966年（昭和41年）11月1日：南福岡駅（みなみふくおかえき）に改称[2][3][4]。
- 1984年（昭和59年）2月1日：貨物取扱廃止[3]。
- 1985年（昭和60年）3月14日：荷物扱いを廃止[3]。
- 1987年（昭和62年）
  - 2月5日：みどりの窓口開設[5]。
  - 4月1日：国鉄分割民営化により九州旅客鉄道（JR九州）が承継[3]。
  - 6月23日：火災により駅長室が全焼[6]。その後、仮設駅舎を設置して営業する[7]。
- 1998年（平成10年）
  - 4月15日：駅舎改築のため70m博多駅寄りに設置した仮駅舎に移転[8]。
  - 8月6日：駅ビルの建設起工式[9]。
- 1999年（平成11年）
  - 7月30日：駅ビル開業[10]。
  - 10月17日：JR九州では初となる自動改札機を設置[11]。
- 2006年（平成18年）：改札内エレベーター設置によりバリアフリー化（改札外は駅ビル完成と同時に設置）。
- 2009年（平成21年）3月1日：ICカード「SUGOCA」の利用を開始[12]。

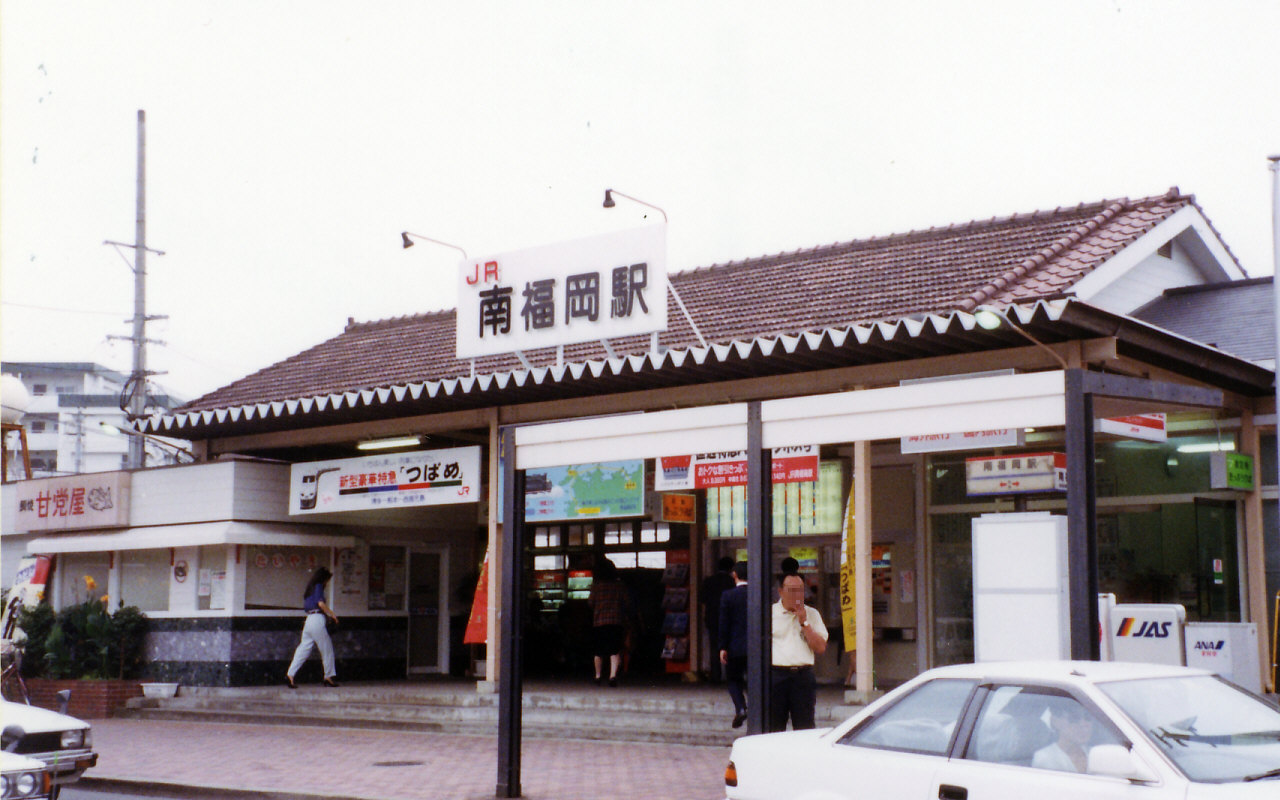
旧駅本屋 （1992年7月）
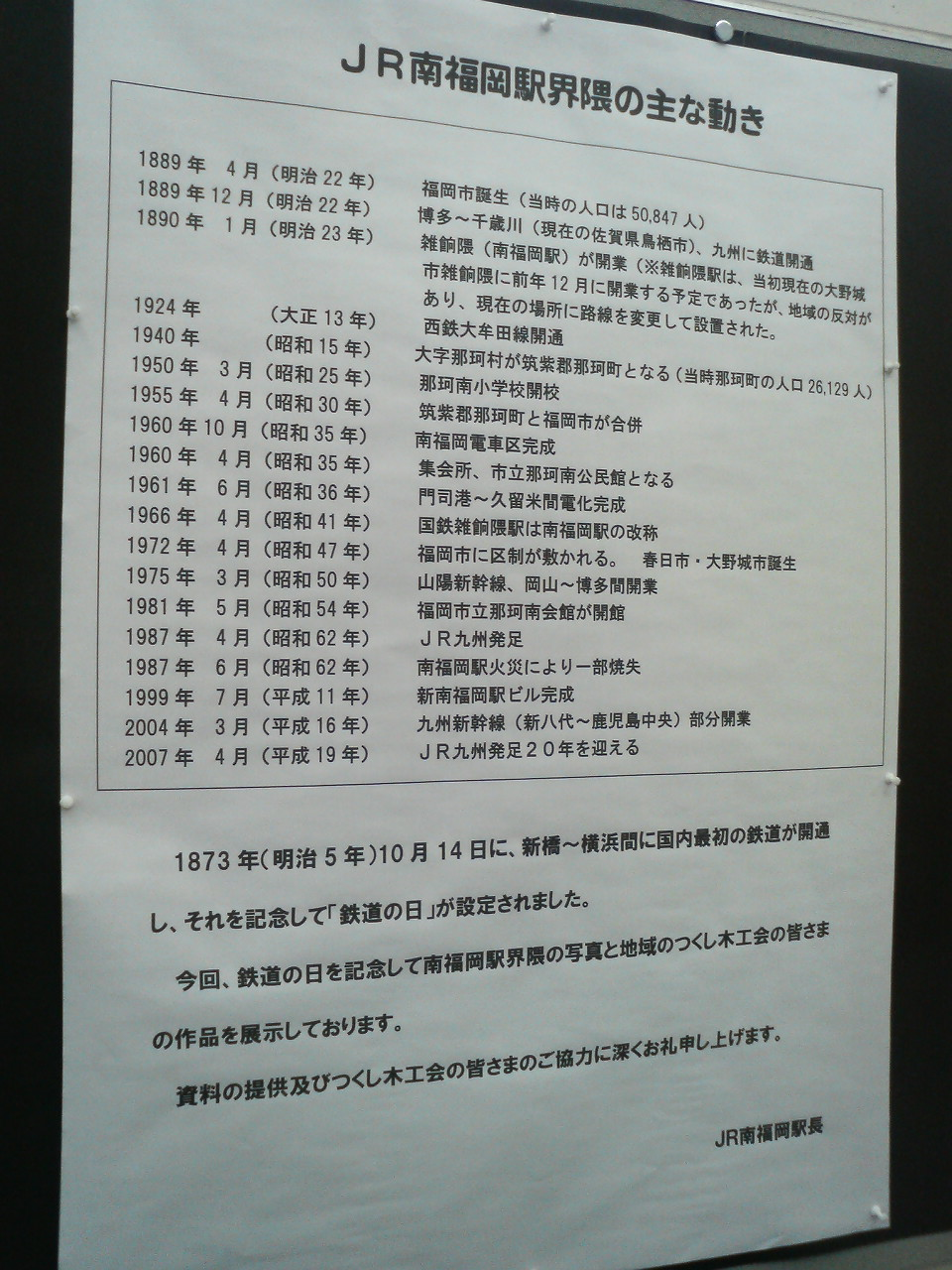
南福岡駅の歴史年表（2008年10月）
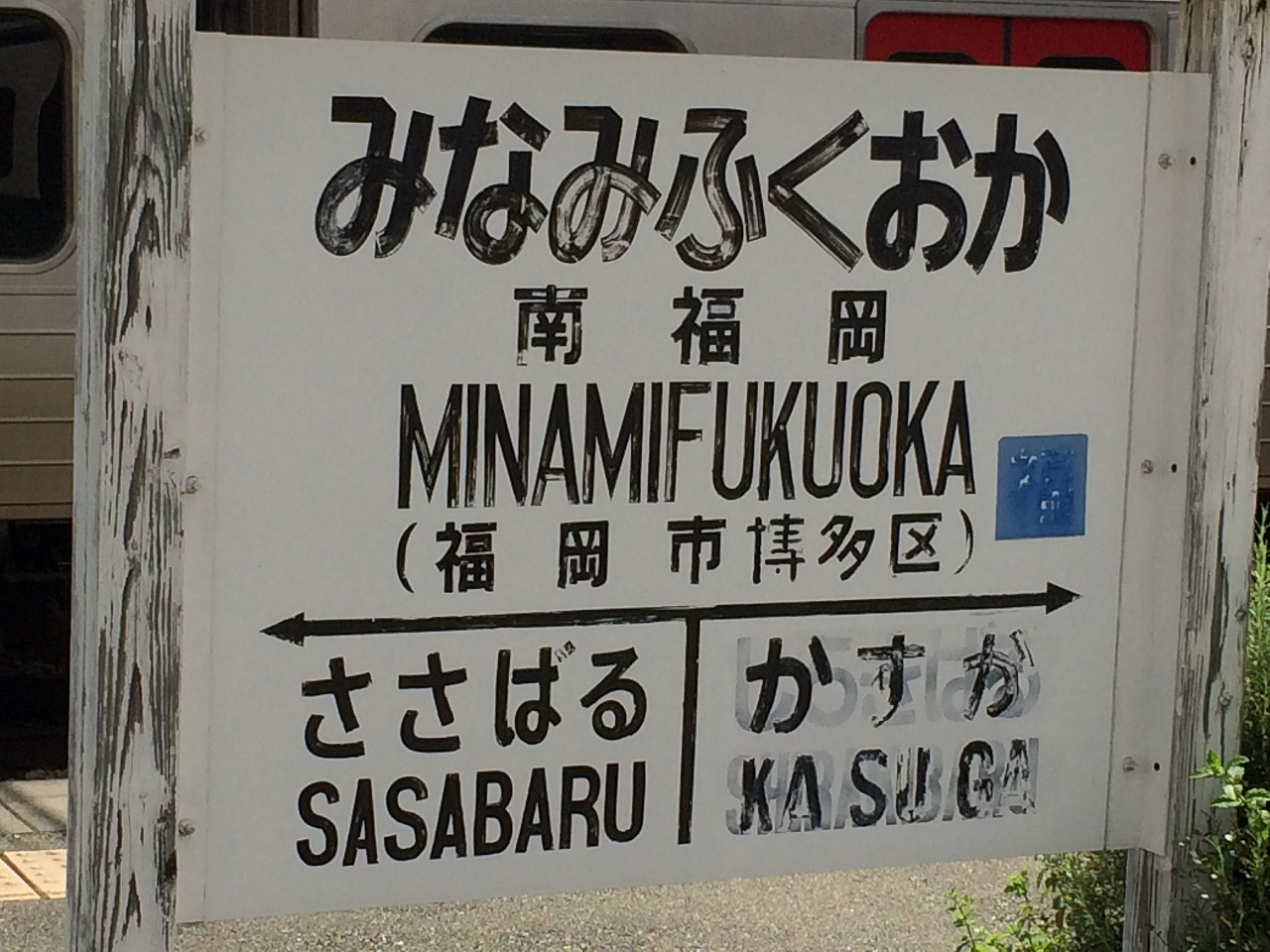
駅名標（2016年7月）。かすが（春日駅）の表記の下に薄っすらと「しらきばる」（=現在の大野城駅）の表記が残っている

### 駅名の由来
南福岡駅は元々雑餉隈の近辺に設けられる予定だった駅であることから「雑餉隈駅」（ざっしょのくまえき）として開業し、営業していた。南福岡電車区開設により山口県等からも直通列車が「雑餉隈」行列車で設定されるようになったが、難読駅名であることと、何処かわからないと知名度が低いため改称された。この際、南福岡電車区が隣接していることから、南福岡駅に改称されたといわれる。
なお、西日本鉄道にも雑餉隈駅があるが、こちらは普通列車のみが停車する駅であり、そのまま現在に至っている。

## 駅構造

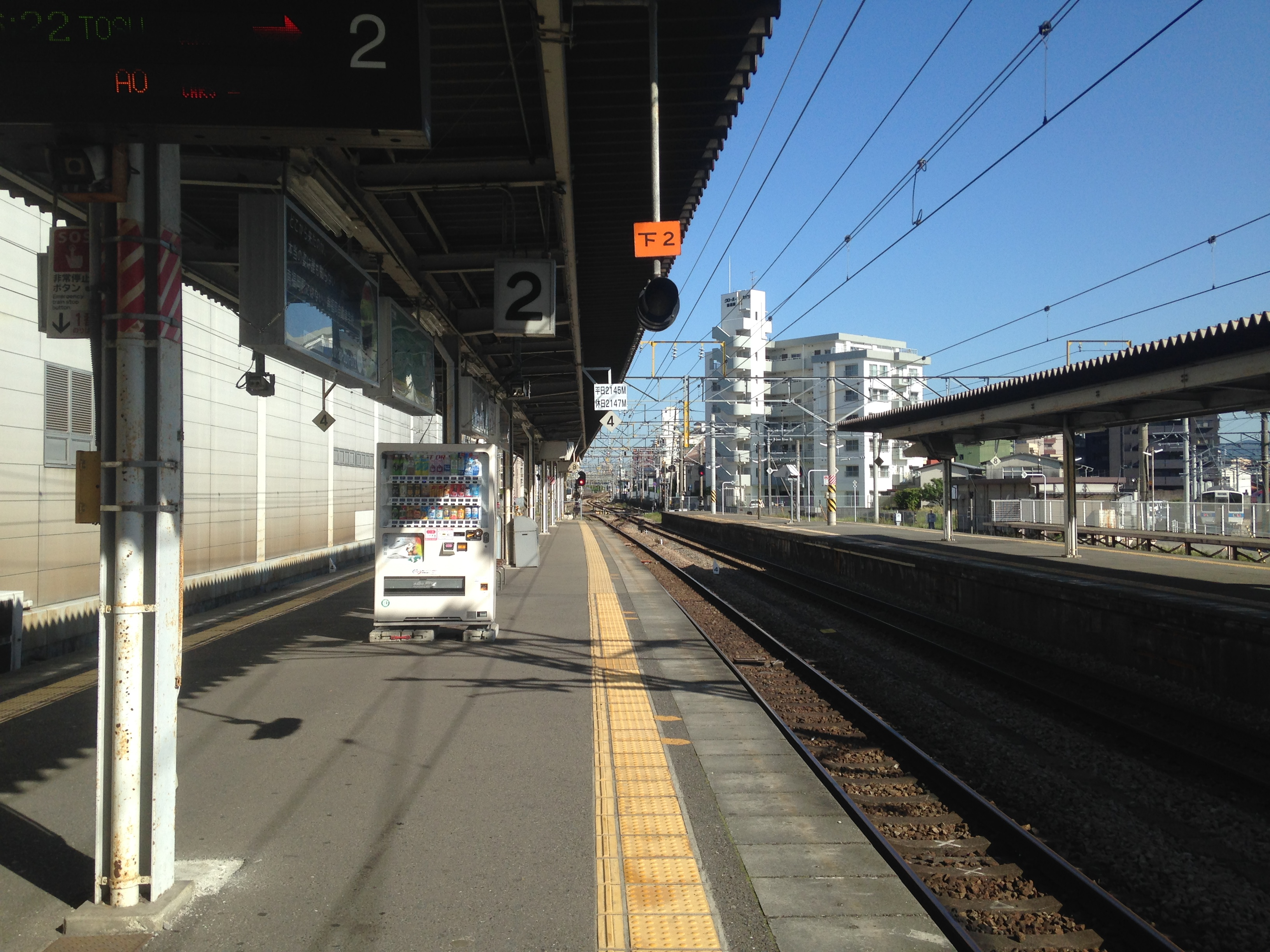
ホーム（2016年5月）

3面5線を有する地上駅で、東側の駅ビルから島式ホーム2面4線と単式ホーム1面1線を有する。
以前の木造駅舎が1987年（昭和62年）の火災で駅長室が全焼し、駅舎の大部分が焼失して仮駅舎となった。その後、1999年（平成11年）7月に駅ビル式の駅舎に改築された。駅ビルは鉄骨鉄筋コンクリート9階建、1 - 2階は店舗、3 - 9階が賃貸マンションの構造で、改札口は2階にある。隣にはJR九州管内最大の南福岡車両区が所在し、5番のりば奥に多数の電車が停まっているのが見える。このため、春日市側に出入口はなく、陸上自衛隊福岡駐屯地方面へは、迂回して両端の踏み切りを渡る必要がある。かつて旧駅屋にトランドールが併設されていたが、駅舎建替え時に閉店、かつての店舗があった所にはミスタードーナツが所在する。改装後のトランドール自体は、駅ビル1階のフレスタ南福岡内で営業している。駅1階に「えきマチ1丁目南福岡（旧・フレスタ南福岡）」があり、マックスバリュエクスプレス（イオン九州運営。旧・くらし館）やトランドール、如水庵が入居している。
直営駅で、みどりの窓口が設置されている。かつては同じ場所に旅行センターJR九州旅行が配置されていた。
自動放送が導入されており、かつては国鉄の九州管内で使用されていた、いわゆるカラカラベルが使用されていた。
JRの特定都区市内制度における「福岡市内」の駅であり、鹿児島本線では最も南になる。

### のりば
| のりば  | 路線       | 方向 | 行先               |
| ------- | ---------- | ---- | ------------------ |
| 1・2    | 鹿児島本線 | 下り | 久留米・大牟田方面 |
| 3・4・5 | 鹿児島本線 | 上り | 博多・小倉方面     |

## 利用状況
2023年度の1日平均乗車人員は9,711人である。
鹿児島本線の博多〜荒尾の間では最も乗車人員が多い。
近年の1日平均乗車人員の推移は下表のとおりである。
| 年度               | 1日平均 乗車人員 |
| ------------------ | ---------------- |
| 1987年（昭和62年） | 8,143            |
| 1988年（昭和63年） | 8,746            |
| 1989年（平成元年） | 6,310            |
| 1990年（平成02年） | 6,245            |
| 1991年（平成03年） | 6,656            |
| 1992年（平成04年） | 6,936            |
| 1993年（平成05年） | 7,088            |
| 1994年（平成06年） | 7,202            |
| 1995年（平成07年） | 7,299            |
| 1996年（平成08年） | 7,364            |
| 1997年（平成09年） | 7,476            |
| 1998年（平成10年） | 7,660            |
| 1999年（平成11年） | 7,604            |
| 2000年（平成12年） | 7,939            |
| 2001年（平成13年） | 8,218            |
| 2002年（平成14年） | 8,265            |
| 2003年（平成15年） | 8,138            |
| 2004年（平成16年） | 8,083            |
| 2005年（平成17年） | 8,059            |
| 2006年（平成18年） | 8,133            |
| 2007年（平成19年） | 8,198            |
| 2008年（平成20年） | 8,341            |
| 2009年（平成21年） | 8,319            |
| 2010年（平成22年） | 8,407            |
| 2011年（平成23年） | 8,838            |
| 2012年（平成24年） | 9,009            |
| 2013年（平成25年） | 9,260            |
| 2014年（平成26年） | 9,347            |
| 2015年（平成27年） | 9,567            |
| 2016年（平成28年） | 9,819            |
| 2017年（平成29年） | 10,145           |
| 2018年（平成30年） | 10,216           |
| 2019年（令和元年） | 10,389           |
| 2020年（令和02年） | 8,013            |
| 2021年（令和03年） | 8,457            |
| 2022年（令和04年） | 9,262            |
| 2023年（令和05年） | 9,711            |

## 駅周辺

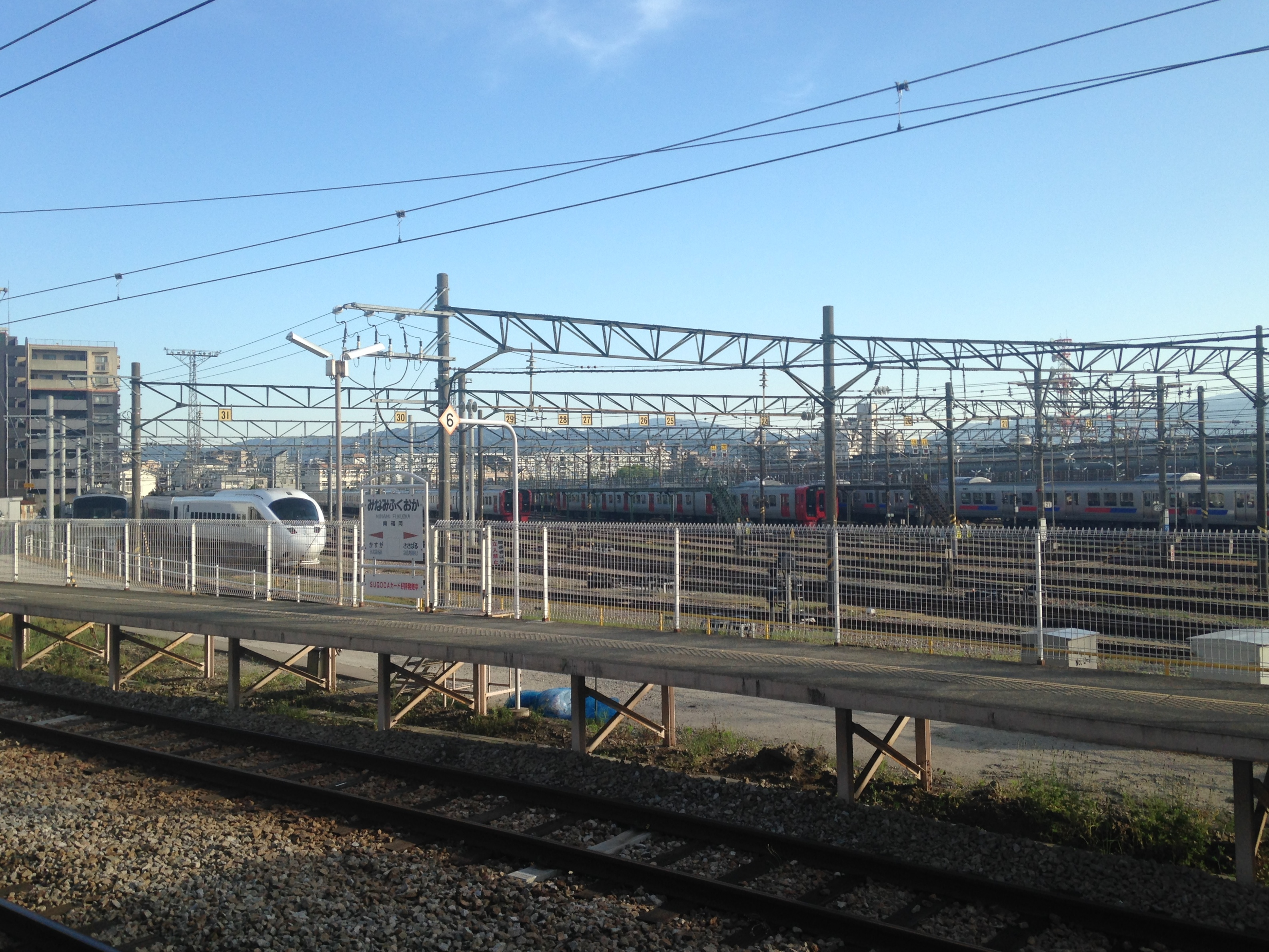
当駅ホームから南福岡車両区を一望出来る

駅周辺、また近隣の商店街周辺は風俗店が大変密集する地域で、俗に「雑餉隈ヘルス街」と呼ばれていた。しかし地元住民の要望による警察の一斉摘発で、風俗街としての面影は無くなった。
- JR九州南福岡車両区
- 雑餉隈駅、桜並木駅 - 西鉄天神大牟田線
- 博多南郵便局
- 福岡市立那珂南小学校
- NTT福岡南ビル - かつては窓口があったが、現在は電話回線基地となっている。
- 陸上自衛隊福岡駐屯地（第4師団司令部）
- 春日市立日の出小学校 - 春日市域
- 奴国の丘歴史公園 - 春日市域
- 福岡徳洲会病院
- 西日本鉄道竹下自動車営業所桜並木車庫
- JR九州南福岡元町立体駐車場
- 精華女子短期大学
- 福岡市埋蔵文化財センター

## バス路線
駅前の乗り場から出発する。（路線は2024年3月16日現在。いずれも西日本鉄道運行）
- ■ 11 中・乙金・上宇美方面
- □ 43 中・金隈・福岡空港方面
- ■□ 45 昇町・（福岡女学院）・井尻駅・博多駅方面
  - ※福岡女学院は平日・土曜日は一部の時間帯のみ、日祝日は全便通過
- □ 45-1 昇町・福岡女学院・福岡徳洲会病院・井尻駅（日祝は運休）
- ■ 46 井尻六ツ角・宮竹小学校西・竹下・博多駅・キャナルシティ博多前（櫛田神社前駅）・天神・博多ふ頭方面（平日のみ）
- □ 直行 福岡女学院行き
- ■ 桜並木駅行き
  - 南福岡駅→桜並木駅間は行先番号を表示せずに運行する。

上記の他、筑紫通り上の「南本町」停留所から、下記のバスが利用できる。（路線は2024年3月16日現在）
- ■■ 44 諸岡・山王一丁目・博多駅・天神・福岡タワー方面
  - 福岡タワー行きは平日朝ラッシュ時間帯のみ運行。その他は博多駅・天神行き。
- ■ 44 桜並木駅行き

## 付記
列車の待避や乗務員交代などを行うため停車時間が長くとられている。さらに南福岡車両区へ出入庫する車両や、入替する車両が徐行して移動するため、博多寄りにある「相生踏切」はいわゆる「開かずの踏切」となっている。
「相生踏切」は福岡県道49号大野城二丈線が通っており、特に朝夕の通勤ラッシュ時間帯は踏切待ちの渋滞が発生している。以前から渋滞解消策として、線路下をくぐるトンネル方式立体交差が有力視されているものの、踏切東側の住民の一部がこの立体交差工事に難色を示していると言われており、工事開始のめどがたっていない。住民の要望により歩道橋が完成し歩行者に対する踏切待ちは軽減されたように見えるものの、歩道橋にはエレベーターが設置されておらず、自転車、乳母車、カートを引く者、交通弱者等は結局踏切を使わなければならず、軽減されていない。
博多方面から入区する回送列車は、上り待避線ホームへ到着の後、運転方向を変えて博多方に設置されている引き上げ線へ進み、再度運転方向を変えて南福岡車両区の留置線へ入る。このように最低3回「相生踏切」を通過しなければならず、車両区内での車両入換や、出入庫時は同踏切上で踏切を塞いで停車する場合も多く、改善が要求されている。踏切通過回数を減らす改善策として、側線北端の上り線へ入るポイントを利用し下り線から上り線を経て側線に入る、渡り線（両渡り付交差（ダブル・スリップ・スイッチ、DSS）方式設置が検討されているが、現段階では未定となっている。

## 当駅が登場する作品
- 『日本縦断鈍行最終列車』（種村直樹著、徳間書店、1986年）：著者と共に旅した一団の集団駅寝が写真入りで紹介されている。

## 隣の駅
九州旅客鉄道（JR九州）
 鹿児島本線
■快速・■区間快速（いずれも速達列車）
博多駅 (00) -（一部竹下駅 (JB01) ） - 南福岡駅 (JB03) - 大野城駅 (JB05)
■快速・■区間快速（いずれも当駅 - 博多駅間各駅停車）
笹原駅 (JB02) - 南福岡駅 (JB03) - 大野城駅 (JB05)
■普通
笹原駅 (JB02) - 南福岡駅 (JB03) - 春日駅 (JB04)